# Torre de Fornells

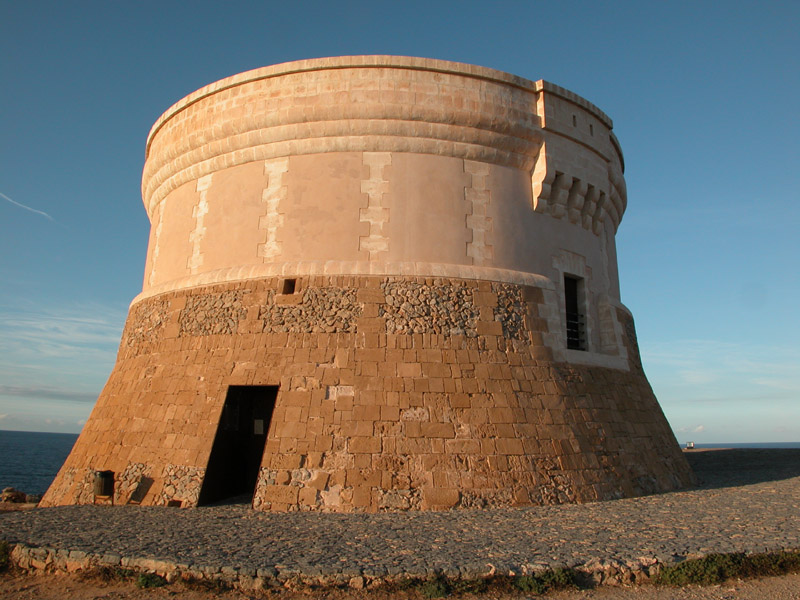
Ansicht Museumseingang

Der Torre de Fornells ist einer der vielen Verteidigungstürme, die die Küste von Menorca umgeben. Der Turm wurde in der Zeit der britischen Herrschaft zwischen 1801 und 1802 zur Überwachung am Eingang zum Hafen von Fornells errichtet. Die Konstruktion hat die Form eines Kegelstumpfs und besteht aus einer Trockenmauer, deren Außenseite mit Sandsteinblöcken verstärkt ist. Die ursprüngliche Eingangstür befand sich im ersten Stock, und der Zugang erfolgte über eine Holztreppe, die im Falle eines Angriffs entfernt werden konnte. Über dem Eingang befinden sich ein Wehrerker mit vier Maschikulis.
Die äußere Wand hat eine verstärkende Neigung bis zur Hälfte der Höhe des Turms. Dieser besteht aus vier Ebenen. Im Untergeschoss befindet sich eine Zisterne. Das Erdgeschoss diente als Lager für Waffen, Munition und Lebensmittel. Im ersten Stock waren die Soldaten der Garnison untergebracht. Das obere Stockwerk war die Plattform für die Artillerie, wo es auch einen kleinen Ofen gab, mit dem die Kanonenkugeln rotglühend erhitzt werden konnten, um feindliche Schiffe in Brand zu setzen.
Der Torre de Fornells steht unter Denkmalschutz und wurde unter RI-51-0008577 im Register Bien de interés cultural eingetragen.
Bis in die frühen 1990er Jahre war der Turm in Privatbesitz und in einem ziemlich ruinösen Zustand. Im Jahr 1994 erwarb die Gemeinde von Es Mercadal den Turm und restaurierte ihn. Dabei wurde ein kleines Museum eingerichtet.